# Інгельбах
Інгельбах (нім. Ingelbach) — громада в Німеччині, розташована в землі Рейнланд-Пфальц. Входить до складу району Альтенкірхен. Складова частина об'єднання громад Альтенкірхен.
Площа — 5,08 км2. Населення становить 505 ос. (станом на 31 грудня 2020).

## Галерея

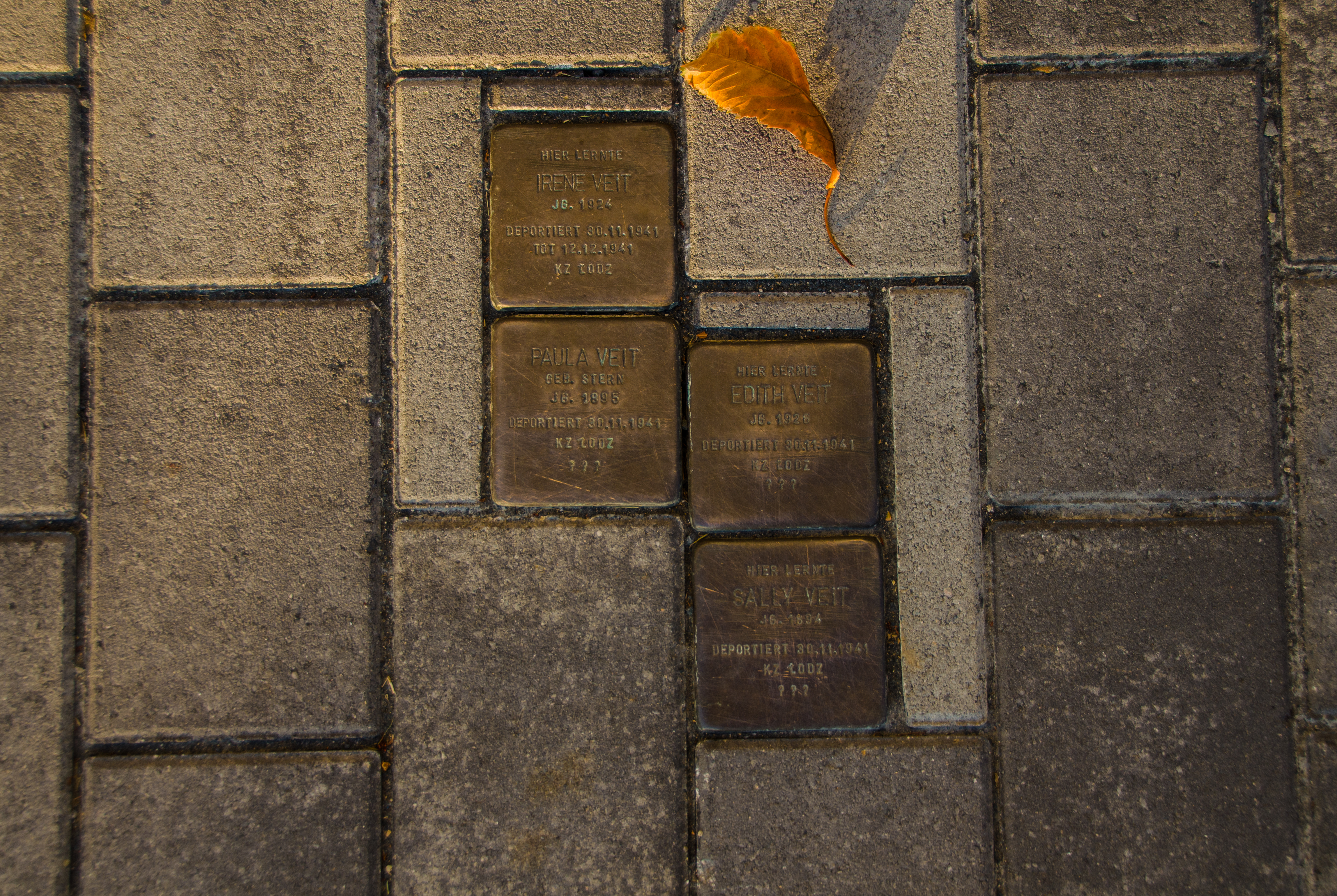